# Made in Heaven (álbum de Queen)
Made In Heaven é o décimo quinto e último álbum de estúdio da banda britânica de rock Queen, lançado em 6 de novembro de 1995, e é uma homenagem póstuma ao vocalista, Freddie Mercury.
Após a morte de Mercury, em 1991, os integrantes remanescentes do Queen, Brian May, John Deacon, e Roger Taylor, trabalharam com vocais previamente gravados de Freddie para criarem o álbum. Foram incluídas duas músicas, com um novo arranjo, do álbum solo de Mercury Mr. Bad Guy: "I Was Born To Love You" e "Made in Heaven". Foi incluído no álbum o hit ''Let Me Live'', gravado originalmente por Rod Stewart e também pelo próprio Freddie Mercury nas sessões de gravação do álbum The Works em Los Angeles, no ano de 1983. Foram feitas modificações diferenciais durante 11 horas para originalizar o som com a versão do grupo Queen. A canção chegou a ocupar a posição 9 nas paradas de sucesso do Reino Unido em 1996. A canção "My Life Has Been Saved" foi previamente gravada nas sessões de The Miracle, e lançada como B-side do single "Scandal", lançado em 1989. Também foram incluídas a versão original (cantada por Freddie Mercury) da canção "Too much love will kill you" de Brian May e "It's a beautiful day" gravada por Freddie Mercury enquanto experimentava piano no Musicland Studios em Munique em 1980 durante as sessões do álbum "The Game". Exceto "Mother Love", "A Winter's Tale" e "You Don't Fool Me", todas as demais canções na voz de Freddie foram gravadas em períodos anteriores a 1991.
A canção "Yeah" é a mais curta da carreira do Queen. Enquanto "Hidden Track" é a mais longa, contendo pouco mais de 23 minutos.
Ambas as fases de gravação, antes e após a morte de Mercury, foram concluídas no estúdio da banda em Montreux, Suíça. A música  "A Winter's Tale" foi a última música escrita por Freddie e "Mother Love" foi o último registro vocal de Freddie Mercury. O álbum estreou em primeiro lugar nas paradas do Reino Unido, onde foi certificado quatro vezes com disco de platina. De acordo com o The Guardian, ele já vendeu 20 milhões de cópias em todo o mundo.

## Faixas
| N.º | Título                                              | Duração |  |
| 1.  | "It's a Beautiful Day" (Queen)                      | 2:32    |  |
| 2.  | "Made in Heaven" (Freddie Mercury)                  | 5:25    |  |
| 3.  | "Let Me Live" (Queen)                               | 4:45    |  |
| 4.  | "Mother Love" (Queen)                               | 4:49    |  |
| 5.  | "My Life Has Been Saved" (John Deacon)              | 3:15    |  |
| 6.  | "I Was Born to Love You" (Freddie Mercury)          | 4:49    |  |
| 7.  | "Heaven for Everyone" (Queen)                       | 5:36    |  |
| 8.  | "Too Much Love Will Kill You" (May, Lamers, Musker) | 4:20    |  |
| 9.  | "You Don't Fool Me" (Mercury, Taylor)               | 5:24    |  |
| 10. | "A Winter's Tale" (Freddie Mercury)                 | 3:49    |  |
| 11. | "It's a Beautiful Day (Reprise)" (Freddie Mercury)  | 3:01    |  |
| 12. | "Yeah" (Freddie Mercury)                            | 0:04    |  |
| 13. | "Hidden Track" (Brian, Roger, John)                 | 22:54   |  |

## Ficha Técnica
- Freddie Mercury – vocais, piano, teclado, programação em "Mother Love"
- Brian May – vocais, guitarras, teclados em "Mother Love", "I Was Born to Love You" e "A Winter's Tale", piano em "Too Much Love Will Kill You"
- Roger Taylor – vocais, bateria, percussão, teclados em "Heaven for Everyone" e "You Don't Fool Me"
- John Deacon – baixo, guitarra on "My Life Has Been Saved", teclados em "It's a Beautiful Day", "My Life Has Been Saved" e "It's a Beautiful Day (Reprise)"

Músicos convidados
- Rebecca Leigh-White – vocais de apoio em "Let Me Live"
- Gary Martin – vocais de apoio em "Let Me Live"
- Catherine Porter – vocais de apoio em "Let Me Live"
- Miriam Stockley – vocais de apoio em "Let Me Live"
- David Richards – teclado em "My Live Has Been Saved" e "Too Much Love Will Kill You", co-produção, engenharia, mixagem
- Justin Shirley-Smith – co-produção, engenharia
- Joshua J. Macrae – co-produção, engenharia
- Mack – gravação do material original dos anos 80
- Kevin Metcalfe – masterização
- Richard Gray – design de capa, fotografias

## Posição nas Paradas de Sucesso em 1996
Alguns itens do álbum em si foram destaque no ano seguinte de lançamento do disco completo (1996), a relação a seguir confirma as posições nas paradas de sucesso a nível mundial naquela temporada 1995-1996.
| Itens - Canções de Destaque | Posição nas paradas de sucesso (nível mundial)                                                |
| --------------------------- | --------------------------------------------------------------------------------------------- |
| Let me Live                 | #9 - Nono Lugar no Reino Unido                                                                |
| Heaven for Everyone         | #2 - Segundo Lugar no Reino Unido                                                             |
| Too Much Love Will Kill You | #15 - Décimo Quinto Lugar no Reino Unido                                                      |
| You don't Fool Me           | #1 - Primeiro no Ranking na Itália – Bélgica e França #14 – Décimo Quarto no Ranking          |
| A Winter's Tale             | #6 - Sexto Lugar nas Paradas do Reino Unido – Paradas da Áustria #23 – Paradas da Holanda #25 |